# Навколосвітня подорож вітрильником наодинці

Навколосвітня подорож вітрильником наодинці

«Навколосвітня подорож вітрильником наодинці» (Sailing Alone Around the World) (1899) — пригодницька книга Джошуа Слокама, в якій міститься опис навколосвітньої подорожі, що йому вдалося здійснити на шлюпі Спрей. Слокам є першою людиною в історії, якій вдалося обійти навколо світу наодинці. Книга мала величезний успіх та неабиякий вплив, надихаючи наступні покоління мандрівників.

## Події, що їх було покладено в основу книги
Капітан Слокам, досвідчений мореплавець і судновласник, відремонтував і наново оснастив шлюп Спрей на узбережжі поряд із Фейргевеном, Массачусетс. Це забрало в нього тринадцять місяців упродовж 1893–1894 років.
У період з 24 квітня 1895 року по 27 червня 1898 року Слокам, керуючи шлюпом «Спрей», двічі перетнув Атлантичний океан (від Північної Америки до Ґібралтару і назад до Південної Америки), пройшов Магеллановою протокою та перетнув Тихий океан. Він також відвідав Австралію та Південну Африку, перш ніж утретє перетнути Атлантичний океан, щоб нарешті дістатися дому. Мандрівник залишив за кормою «Спрея» 46000 миль і більш ніж три роки плавання.

## Книга
Подорож капітана Слокама привернула до себе неабияку увагу в світі. Варто лише зазначити, що після того, як він увійшов до вод Тихого океану, в більшості портів, куди заходив «Спрей», капітан Джошуа Слокам влаштовував лекції зі слайд-шоу із застосуванням магічного ліхтаря. Лекції мали великий успіх. Його бортовий журнал, написаний у тонкому іронічному стилі, вперше було опубліковано кількома окремими частинами дещо пізніше, у 1900 році було надруковано книгу. Книгу було рясно оздоблено ілюстраціями.

## Український переклад
Український переклад книги Дж. Слокама «Навколосвітня подорож вітрильником наодинці» було здійснено в рамках колективного он-лайн проекту «Джошуа» [Архівовано 5 березня 2016 у Wayback Machine.] групою перекладачів на сайті «Гоголівська Академія» [Архівовано 2 вересня 2011 у Wayback Machine.] у 2009 році. Книгу надруковано видавництвом К. І.С. [Архівовано 27 червня 2012 у Wayback Machine.] у 2011 році.